# Rally de Argentina de 2014
El Rally de Argentina de 2014, oficialmente 34.º XION Rally Argentina 2014 fue la 34.ª edición y la quinta ronda de la temporada 2014 del Campeonato Mundial de Rally. Se celebró del 8 al 11 de mayo y contó con un itinerario de catorce tramos sobre tierra que sumaban un total de 406,12 km cronometrados.

## Itinerario
| Día   | Tramo | Nombre                          | Distancia | Hora  | Ganador            | Tiempo  | Vel. media | Líder rally        |
| ----- | ----- | ------------------------------- | --------- | ----- | ------------------ | ------- | ---------- | ------------------ |
| Día 1 | SS1   | SS Parque Temático 1            | 6.04 km   | 16:00 | Sébastien Ogier    | 4:51.7  | 74,5 km/h  | Sébastien Ogier    |
| Día 2 | SS2   | Santa Catalina – La Pampa 1     | 27.09 km  | 09:08 | Sébastien Ogier    | 18:25.8 | 88,2 km/h  | Sébastien Ogier    |
| Día 2 | SS3   | Ascochinga – Agua de Oro 1      | 51.88 km  | 09:51 | Jari-Matti Latvala | 38:00.7 | 81,9 km/h  | Jari-Matti Latvala |
| Día 2 | SS4   | Santa Catalina – La Pampa 2     | 27.09 km  | 14:41 | Sébastien Ogier    | 18:10.0 | 89,5 km/h  | Sébastien Ogier    |
| Día 2 | SS5   | Ascochinga – Agua de Oro 2      | 51.88 km  | 15:24 | Jari-Matti Latvala | 37:57.3 | 82,0 km/h  | Jari-Matti Latvala |
| Día 3 | SS6   | San Agustín – Villa del Dique 1 | 40.50 km  | 08:33 | Andreas Mikkelsen  | 22:34.9 | 106,3 km/h | Jari-Matti Latvala |
| Día 3 | SS7   | Amboy – Yacanto 1               | 39.16 km  | 09:41 | Jari-Matti Latvala | 22:40.5 | 103,6 km/h | Jari-Matti Latvala |
| Día 3 | SS8   | San Agustín – Villa del Dique 2 | 40.50 km  | 14:59 | Jari-Matti Latvala | 22:30.8 | 106,6 km/h | Jari-Matti Latvala |
| Día 3 | SS9   | Amboy – Yacanto 2               | 39.16 km  | 16:07 | Jari-Matti Latvala | 22:48.3 | 103,0 km/h | Jari-Matti Latvala |
| Día 3 | SS10  | SS Parque Temático 2            | 6.04 km   | 19:05 | Thierry Neuville   | 5:02.5  | 71,9 km/h  | Jari-Matti Latvala |
| Día 4 | SS11  | Giulio Cesare – Mina Clavero 1  | 22.07 km  | 08:33 | Mikko Hirvonen     | 18:28.1 | 71,7 km/h  | Jari-Matti Latvala |
| Día 4 | SS12  | El Cóndor – Copina              | 16.32 km  | 09:51 | Mikko Hirvonen     | 14:57.8 | 65,4 km/h  | Jari-Matti Latvala |
| Día 4 | SS13  | Giulio Cesare – Mina Clavero 2  | 22.07 km  | 10:54 | Mikko Hirvonen     | 19:00.2 | 69,7 km/h  | Jari-Matti Latvala |
| Día 4 | SS14  | El Cóndor (Power Stage)         | 16.32 km  | 12:42 | Sébastien Ogier    | 14:29.3 | 67,6 km/h  | Jari-Matti Latvala |

## Clasificación final
| Pos.     | Piloto               | Copiloto               | Automóvil                | Tiempo    | Diferencia | Puntos |
| -------- | -------------------- | ---------------------- | ------------------------ | --------- | ---------- | ------ |
| WRC      |                      |                        |                          |           |            |        |
| 1        | Jari-Matti Latvala   | Miikka Anttila         | Volkswagen Polo R WRC    | 4:41:24.8 | 0.0        | 25 + 1 |
| 2        | Sébastien Ogier      | Julien Ingrassia       | Volkswagen Polo R WRC    | 4:42:51.7 | +1:26.9    | 18 + 3 |
| 3        | Kris Meeke           | Paul Nagle             | Citroën DS3 WRC          | 4:47:19.5 | +5:54.7    | 15     |
| 4        | Andreas Mikkelsen    | Mikko Markkula         | Volkswagen Polo R WRC    | 4:47:43.1 | +6:18.3    | 12     |
| 5        | Thierry Neuville     | Nicolas Gilsoul        | Hyundai i20 WRC          | 4:49:50.6 | +8:25.8    | 10     |
| 6        | Robert Kubica        | Maciej Szczepaniak     | Ford Fiesta RS WRC       | 4:51:32.8 | +10:08.0   | 8      |
| 7        | Elfyn Evans          | Daniel Barritt         | Ford Fiesta RS WRC       | 4:51:57.0 | +10:32.2   | 6      |
| 8        | Martin Prokop        | Jan Tománek            | Ford Fiesta RS WRC       | 4:53:28.7 | +12:03.9   | 4      |
| 9        | Mikko Hirvonen       | Jarmo Lehtinen         | Ford Fiesta RS WRC       | 5:01:19.6 | +19:54.8   | 2 + 2  |
| 10       | Nasser Al-Attiyah    | Giovanni Bernacchini   | Ford Fiesta RRC          | 5:04:35.0 | +23:10.2   | 1      |
| WRC 2    |                      |                        |                          |           |            |        |
| 1 (10.)  | Nasser Al-Attiyah    | Giovanni Bernacchini   | Ford Fiesta RRC          | 5:04:35.0 | 0.0        | 25     |
| 2 (11.)  | Nicolás Fuchs        | Fernando Mussano       | Ford Fiesta RRC          | 5:10:10.7 | +5:35.7    | 18     |
| 3 (12.)  | Diego Domínguez      | Edgardo Galindo        | Ford Fiesta R5           | 5:10:25.5 | +5:50.5    | 15     |
| 4 (13.)  | Lorenzo Bertelli     | Mitia Dotta            | Ford Fiesta RRC          | 5:17:48.4 | +13:13.4   | 12     |
| 5 (14.)  | Abdulaziz Al-Kuwari  | Killian Duffy          | Ford Fiesta RRC          | 5:25:22.4 | +20:47.4   | 10     |
| 6 (15.)  | Miguel Zaldivar      | Fernando Mendonca      | Ford Fiesta R5           | 5:31:24.7 | +26:49.7   | 8      |
| 7 (16.)  | Juan Carlos Alonso   | Juan Pablo Monasterolo | Mitsubishi Lancer EVO IX | 5:38:18.8 | +33:43.8   | 6      |
| 8 (17.)  | Ott Tänak            | Raigo Mölder           | Ford Fiesta R5           | 5:41:05.3 | +36:30.3   | 4      |
| 9 (19.)  | Augusto Bestard      | Fernando Mendonca      | Mitsubishi Lancer EVO IX | 5:41:56.3 | +37:21.3   | 2      |
| 10 (20.) | Ramon Torres Fuentes | José Díaz              | Mitsubishi Lancer EVO IX | 5:42:09.4 | +37:34.4   | 1      |